# Elzeviro

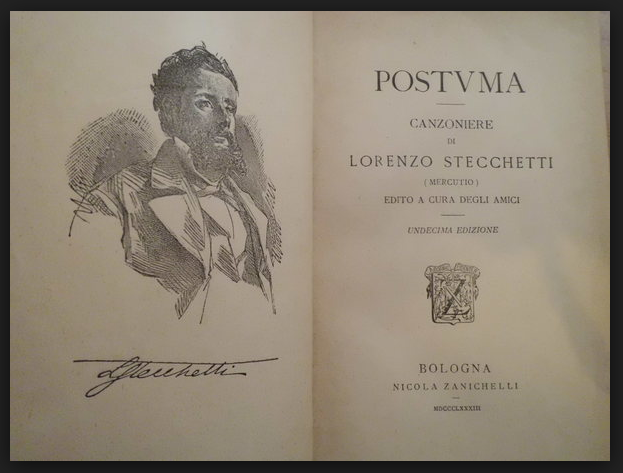
Frontespizio di Postuma, raccolta di poesie di Lorenzo Stecchetti (1877), stampata in elzeviro.

L'elzevìro è un carattere tipografico, nitido ed elegante, creato nel XVII secolo dall'incisore Christoffel van Dyck (1605 ca. - 1670) per una famiglia di tipografi ed editori olandesi, gli Elzevier, da cui ha derivato la propria denominazione l'attuale casa editrice Elsevier.
Nel giornalismo italiano, ha in seguito acquisito il significato di articolo dotto di terza pagina, con caratteristiche di trattazione saggistica ed erudita di un argomento.

## Nella tipografia
La tipografia degli Elzevier venne fondata nel Cinquecento da Lodewijk (1540-1617), un protestante, nato nelle Fiandre cattoliche, che durante la rivolta olandese si trasferì con la famiglia (moglie e nove figli) a Leida, dove aveva sede la più antica università dei Paesi Bassi. Nel 1593 avviò una stamperia pubblicando edizioni dei classici latini e greci.
Nel 1616 i suoi discendenti, tra cui spiccò il nipote Abraham (1592-1652), fondarono la loro prima tipografia ed ottennero il privilegio di stampa delle pubblicazioni dell'università leidense. Nel Seicento l'azienda divenne una delle tipografie più rinomate d'Europa, con filiali nei principali Paesi. 
Christoffel van Dyck, il punzonista a cui si deve la creazione del tipo, ebbe l'idea di riprodurre i caratteri delle antiche tipografie italiane. L'elzeviro è curviforme, con occhio chiaro e risulta facilmente leggibile.
A partire dal XVIII secolo la fortuna degli Elzevier iniziò a declinare. Tutto il materiale tipografico venne disperso; oggi la parte più corposa è custodita presso la Biblioteca reale di Stoccolma, altre raccolte meno consistenti sono conservate presso la Laurenziana di Firenze e la biblioteca di Winterthur (Svizzera).
Il nome degli stampatori olandesi Elzevier viene continuato oggi da una casa editrice tuttora esistente in Olanda, la Elsevier, specializzata in testi scientifici.

## Nell'editoria italiana
Nell'editoria italiana il termine ha subito un'evoluzione: dal nome di un carattere tipografico al nome di un tipo di articolo giornalistico che contraddistingue la Terza pagina dei quotidiani.
Come carattere tipografico l'elzeviro fu ripreso in Italia nella seconda metà dell'Ottocento per contrastare la decadenza dei caratteri romani, cominciata già nella seconda metà del Settecento. Il suo esordio avvenne, prima ancora che nei quotidiani, nell'editoria libraria. Nel giugno 1877 l'editore Zanichelli di Bologna pubblicò una raccolta di poesie di Lorenzo Stecchetti, Postuma, utilizzando il carattere Elzevier. In luglio Zanichelli diede alle stampe le Odi barbare di Giosuè Carducci. In poco tempo il tipo elzeviro divenne il carattere più ricercato, specialmente tra i poeti, tanto che i tipografi lo misero rapidamente a disposizione degli autori.
Nel 1900 un quotidiano nazionale iniziò a stampare l'articolo letterario in elzeviro: fu il Corriere della Sera di Luigi Albertini. Il carattere tipografico Elzevier, avendo un modello triangolare, conferiva più leggerezza alla pagina e permetteva inoltre di utilizzare un corpo più ridotto pur mantenendo una grande leggibilità. L'esempio fu presto imitato dagli altri quotidiani.
Il 10 dicembre 1901 Il Giornale d'Italia stampò tutta una pagina in elzeviro: il quotidiano romano decise di dare il massimo risalto alla prima nazionale della Francesca da Rimini presso il Teatro Costanzi con Eleonora Duse primadonna. Riempì tutta una pagina con articoli sull'evento, da diversi punti di vista, scegliendo per l'occasione pagina 3. L'esempio rimase isolato.
Negli anni seguenti l'articolo letterario fu trasferito dapprima nella seconda pagina (di spalla) e, infine, nella terza. Approdò nella terza pagina come articolo di apertura sul «Corriere della Sera» nel 1905. Nel passaggio dalla prima alla terza pagina "l'articolo scritto in elzeviro ebbe modo di nobilitare e regolare l'intera pagina". Nel corso degli anni venti del secolo XX l'elzeviro divenne il carattere utilizzato nell'articolo di apertura della Terza pagina di tutti i quotidiani, specialmente per le grandi recensioni teatrali d'autore. Da allora tutti gli articoli di apertura delle Terze pagine dei quotidiani furono chiamati Elzeviri. 
L'elzeviro contribuì in modo decisivo a diffondere in Italia il gusto per la "prosa d'arte": la scrittura era caratterizzata dall'uso di figure retoriche e dalla ricchezza stilistica. All'autore veniva lasciato ampio spazio di manovra: egli poteva recensire un'opera (letteraria o teatrale), oppure svolgere una riflessione erudita su un tema di attualità o di costume, oppure ancora firmare un breve saggio critico. Uno dei maestri riconosciuti del genere fu Emilio Cecchi. Per il prestigio della sua collocazione nella Terza pagina, gli autori degli elzeviri erano esclusivamente scrittori affermati: non potevano scrivere elzeviri i giornalisti. Per questo, l'elzeviro rappresentò per molte generazioni di scrittori un punto d'arrivo, la dimostrazione del raggiungimento di un livello di eccellenza.
Nel dopoguerra l'elzeviro perse il suo carattere di "vertice della cultura": la Terza pagina doveva diventare interessante anche per un pubblico non intellettuale. I direttori quindi aprirono l'elzeviro ai giornalisti di professione.
Su alcuni quotidiani l'elzeviro divenne anche una rubrica fissa, affidata a uno o più giornalisti in rotazione; fra questi vanno ricordati Dino Buzzati e Tommaso Landolfi con i loro pezzi per il Corriere della Sera. Non era infrequente, poi, che alcuni di loro raccogliessero i propri elzeviri in volume: è il caso ad esempio di Farfalla di Dinard e Auto da fé, due opere che raccolgono gli elzeviri composti da Eugenio Montale, per il Corriere della Sera e Un paniere di chiocciole e Del meno che contengono quelli scritti da Tommaso Landolfi, anche questi ultimi pubblicati in origine sul Corriere della Sera.
Nel XXI secolo, scomparsa la Terza pagina, il termine elzeviro sopravvive come titolo di rubrica in alcuni quotidiani:
- Avvenire, dov'è collocato in apertura della prima pagina della sezione culturale ("Agorà");
- Corriere della Sera, nella sole edizioni del lunedì e del giovedì[5] (lunedì è sempre una recensione);
- Il Sole 24 Ore, in particolare nel suo supplemento culturale domenicale;
- La Stampa, dov'è collocato in alto nella seconda pagina della sezione culturale (generalmente è una recensione).